# Giovanni Battista Gordigiani
Giovanni Batista Gordigiani (1795 - 1871) est un baryton, compositeur et professeur de chant italien. Il est fils aîné du baryton Antonio Gordigiani et le frère du compositeur Luigi Gordigiani.
Il étudie pendant six ans au conservatoire de Milan. En 1817, il chante au Teatro della Pergola de Florence et l'année suivante à Pise. Il abandonne ensuite la scène pour devenir chanteur de concert. Après une période à Ratisbonne en tant que professeur, après 1822, il enseigne le chant au Conservatoire de Prague jusqu'à sa mort.
Il a composé de nombreuses musiques d'église, canzonettes, mélodies et les opéras Pygmalion (1845), Consuelo (1846) et Loscrivano public (1850).